# Robert Farah (quần vợt)
Robert Charbel Farah Maksoud (phát âm tiếng Tây Ban Nha: [ˈroβert ˈfaɾa]; sinh ngày 20 tháng 1 năm 1987) là một vận động viên quần vợt chuyên nghiệp người Colombia-sinh ra ở Canada.

## Sự nghiệp quần vợt đại học
Farah chơi quần vợt đại học tại Đại học Nam California từ năm 2006 đến năm 2010. Anh kết thúc sự nghiệp quần vợt đại học của mình ở vị trí số 1 tại nội dung đơn, vị trí số 2 ở nội dung đôi. Anh vô địch NCAA men's doubles national championship 2008 với Kaes Van’t Hof. Anh thỉnh thoảng với Steve Johnson ở ATP Future Pro.

## ATP Tour
Farah lần đầu đánh đôi với tay vợt đồng hương Juan Sebastián Cabal tại Giải quần vợt Wimbledon 2011, khi họ đánh bại đôi người Pakistan Aisam Qureshi (vị trí số 8 ở đôi) và người Ấn Độ Rohan Bopanna (vị trí số 9 ở đôi), đứng thứ 5 trên thế giới, 2-6, 6-2 và 21-19. Họ tiếp tục thắng vòng hai trước đôi người Kazakhstan Mikhail Kukushkin và người Mỹ Michael Russell sau 3 set, 6-4, 6-2, 6-3 trước khi thua ở vòng ba trước James Cerretani và Philipp Marx sau 4 set, 6-3, 6-7(2-7), 4-6, 4-6.
Tại Giải quần vợt Úc Mở rộng 2013, Farah và Cabal vào tới vòng tứ kết.
Năm 2016, Farah vào tới trận chung kết Grand Slam đầu tiên của mình, tại nội dung đôi nam nữ Wimbledon 2016 với Anna-Lena Grönefeld. Họ thua trước đôi người Phần Lan Henri Kontinen và người Anh Heather Watson.
Năm 2017, Farah và Cabal vào tới trận chung kết đôi nam Grand Slam đầu tiên của mình tại Giải quần vợt Pháp Mở rộng 2017. Ở nội dung đôi nam nữ, anh vào chung kết với Grönefeld. Họ thua Rohan Bopanna và Gabriela Dabrowski trong 3 set.

## Các trận chung kết

### Chung kết Grand Slam

#### Đôi nam: 1 (1 Á quân)
| Kết quả | Năm  | Giải đấu   | Mặt sân | Đồng đội             | Đối thủ                  | Tỉ số    |
| ------- | ---- | ---------- | ------- | -------------------- | ------------------------ | -------- |
| Á quân  | 2018 | Úc Mở rộng | Cứng    | Juan Sebastián Cabal | Oliver Marach Mate Pavić | 4–6, 4–6 |

#### Đôi nam nữ: 2 (2 Á quân)
| Kết quả | Năm  | Giải đấu     | Mặt sân | Đồng đội            | Đối thủ                          | Tỉ số             |
| ------- | ---- | ------------ | ------- | ------------------- | -------------------------------- | ----------------- |
| Á quân  | 2016 | Wimbledon    | Cỏ      | Anna-Lena Grönefeld | Henri Kontinen Heather Watson    | 6–7(5–7), 4–6     |
| Á quân  | 2017 | Pháp Mở rộng | Đất nện | Anna-Lena Grönefeld | Gabriela Dabrowski Rohan Bopanna | 6–2, 2–6, [10–12] |

### Chung kết Master 1000

#### Đôi: 2 (1 danh hiệu, 1 Á quân)
| Kết quả | Năm  | Giải đấu                    | Mặt sân | Đồng đội             | Đối thủ                        | Tỉ số            |
| ------- | ---- | --------------------------- | ------- | -------------------- | ------------------------------ | ---------------- |
| Á quân  | 2014 | Miami Masters               | Cứng    | Juan Sebastián Cabal | Bob Bryan Mike Bryan           | 6–7(8–10), 4–6   |
| Vô địch | 2018 | Internazionali BNL d'Italia | Đất nện | Juan Sebastián Cabal | Pablo Carreño Busta João Sousa | 3–6, 6–4, [10–4] |

## Chung kết ATP

### Đôi: 26 (11 danh hiệu, 15 Á quân)
| Chú thích                         |
| --------------------------------- |
| Grand Slam (0–1)                  |
| ATP World Tour Finals (0–0)       |
| ATP World Tour Masters 1000 (1–1) |
| ATP World Tour 500 (2–3)          |
| ATP World Tour 250 (8–10)         |

| Danh hiệu theo mặt sân |
| ---------------------- |
| Cứng (2–4)             |
| Đất nện (9–11)         |
| Cỏ (0–0)               |

| Danh hiệu theo lắp đặt |
| ---------------------- |
| Ngoài trời (9–14)      |
| Trong nhà (2–1)        |

| Kết quả | T-B   | Ngày             | Giải đấu                          | Thể loại     | Mặt sân     | Đồng đội             | Đối thủ                               | Tỉ số                  |
| ------- | ----- | ---------------- | --------------------------------- | ------------ | ----------- | -------------------- | ------------------------------------- | ---------------------- |
| Thua    | 0–1   | tháng 7 năm 2012 | Thụy Sĩ Mở rộng, Thụy Sĩ          | 250 Series   | Đất nện     | Santiago Giraldo     | Marcel Granollers Marc López          | 4–6, 6–7(9–11)         |
| Thua    | 0–2   | tháng 5 năm 2013 | Open de Nice Côte d'Azur, Pháp    | 250 Series   | Đất nện     | Juan Sebastián Cabal | Johan Brunström Raven Klaasen         | 3–6, 2–6               |
| Thua    | 0–3   | tháng 1 năm 2014 | Brisbane International, Úc        | 250 Series   | Cứng        | Juan Sebastián Cabal | Mariusz Fyrstenberg Daniel Nestor     | 7–6(7–4), 4–6, [7–10]  |
| Thua    | 0–4   | tháng 2 năm 2014 | Chile Mở rộng, Chile              | 250 Series   | Đất nện     | Juan Sebastián Cabal | Oliver Marach Florin Mergea           | 3–6 4–6                |
| Thắng   | 1–4   | tháng 2 năm 2014 | Rio Mở rộng, Brazil               | 500 Series   | Đất nện     | Juan Sebastián Cabal | David Marrero Marcelo Melo            | 6–4, 6–2               |
| Loss    | 1–5   | tháng 3 năm 2014 | Brasil Mở rộng, Brazil            | 250 Series   | Đất nện (i) | Juan Sebastián Cabal | Guillermo García-López Philipp Oswald | 7–5, 4–6, [13–15]      |
| Loss    | 1–6   | Th3 năm 2014     | Miami Open, United States         | Masters 1000 | Hard        | Juan Sebastián Cabal | Bob Bryan Mike Bryan                  | 6–7(8–10), 4–6         |
| Win     | 2–6   | Th8 năm 2014     | Winston-Salem Open, United States | 250 Series   | Hard        | Juan Sebastián Cabal | Jamie Murray John Peers               | 6–3, 6–4               |
| Win     | 3–6   | Th2 năm 2015     | Brasil Open, Brazil               | 250 Series   | Clay (i)    | Juan Sebastián Cabal | Paolo Lorenzi Diego Schwartzman       | 6–4, 6–2               |
| Win     | 4–6   | tháng 5 năm 2015 | Geneva Open, Switaerland          | 250 Series   | Clay        | Juan Sebastián Cabal | Raven Klaasen Lu Yen-hsun             | 7–5, 4–6, [10–7]       |
| Loss    | 4–7   | Th7 năm 2015     | Swedish Open, Sweden              | 250 Series   | Clay        | Juan Sebastián Cabal | Jérémy Chardy Łukasz Kubot            | 7–6(8–6), 3–6, [8–10]  |
| Loss    | 4–8   | Th8 năm 2015     | German Open, Germany              | 500 Series   | Clay        | Juan Sebastián Cabal | Jamie Murray John Peers               | 6–2, 3–6, [8–10]       |
| Loss    | 4–9   | Th10 năm 2015    | Japan Open, Japan                 | 500 Series   | Hard        | Juan Sebastián Cabal | Raven Klaasen Marcelo Melo            | 6–7(5–7), 6–3, [7–10]  |
| Win     | 5–9   | Th2 năm 2016     | Argentina Open, Argentina         | 250 Series   | Clay        | Juan Sebastián Cabal | Íñigo Cervantes Paolo Lorenzi         | 6–3, 6–0               |
| Win     | 6–9   | Th2 năm 2016     | Rio Open, Brazil (2)              | 500 Series   | Clay        | Juan Sebastián Cabal | Pablo Carreño Busta David Marrero     | 7–6(7–5), 6–1          |
| Loss    | 6–10  | tháng 5 năm 2016 | Bavarian International, Germany   | 250 Series   | Clay        | Juan Sebastián Cabal | Henri Kontinen John Peers             | 3–6, 6–3, [7–10]       |
| Win     | 7–10  | tháng 5 năm 2016 | Open de Nice Côte d'Azur, France  | 250 Series   | Clay        | Juan Sebastián Cabal | Mate Pavić Michael Venus              | 4–6, 6–4, [10–8]       |
| Win     | 8–10  | Th10 năm 2016    | Kremlin Cup, Russia               | 250 Series   | Hard (i)    | Juan Sebastián Cabal | Julian Knowle Jürgen Melzer           | 7–5, 4–6, [10–5]       |
| Win     | 9–10  | Th2 năm 2017     | Argentina Open, Argentina (2)     | 250 Series   | Clay        | Juan Sebastián Cabal | Santiago González David Marrero       | 6–1, 6–4               |
| Loss    | 9–11  | Th2 năm 2017     | Rio Open, Brazil                  | 500 Series   | Clay        | Juan Sebastián Cabal | Pablo Carreño Busta Pablo Cuevas      | 4–6, 7–5, [8–10]       |
| Loss    | 9–12  | Th4 năm 2017     | Hungarian Open, Hungary           | 250 Series   | Clay        | Juan Sebastián Cabal | Brian Baker Nikola Mektić             | 6–7(2–7), 4–6          |
| Win     | 10–12 | tháng 5 năm 2017 | Bavarian International, Germany   | 250 Series   | Clay        | Juan Sebastián Cabal | Jérémy Chardy Fabrice Martin          | 6–3, 6–3               |
| Loss    | 10–13 | tháng 5 năm 2017 | Geneva Open, Switaerland          | 250 Series   | Clay        | Juan Sebastián Cabal | Jean-Julien Rojer Horia Tecău         | 6–2, 6–7(9–11), [6–10] |
| Loss    | 10–14 | Th1 năm 2018     | Australian Open, Australia        | Grand Slam   | Hard        | Juan Sebastián Cabal | Oliver Marach Mate Pavić              | 4–6, 4–6               |
| Loss    | 10–15 | Th2 năm 2018     | Argentina Open, Argentina         | 250 Series   | Clay        | Juan Sebastián Cabal | Andrés Molteni Horacio Zeballos       | 3–6, 7–5, [3–10]       |
| Win     | 11–15 | tháng 5 năm 2018 | Italian Open, Italy               | Masters 1000 | Clay        | Juan Sebastián Cabal | Pablo Carreño Busta João Sousa        | 3–6, 6–4, [10–4]       |

## ATP Challenger & ITF Futures

### Singles: 5 (3–2)
| Legend                    |
| ------------------------- |
| ATP Challenger Tour (1–2) |
| ITF Futures (2–0)         |

| Kết quả | Số  | Ngày                | Giải đấu                | Mặt sân | Đôi thủ              | Tỉ số              |
| ------- | --- | ------------------- | ----------------------- | ------- | -------------------- | ------------------ |
| Vô địch | 1.  | 7 tháng 6 năm 2010  | Maracaibo, Venezuela    | Cứng    | Iván Miranda         | 6–3, 7–6(7–3)      |
| Vô địch | 2.  | 21 tháng 6 năm 2010 | Barquisimeto, Venezuela | Cứng    | Iván Endara          | 6–4, 6–2           |
| Vô địch | 3.  | 12 tháng 7 năm 2010 | Bogotá, Colombia        | Đất nện | Carlos Salamanca     | 6–3, 2–6, 7–6(7–3) |
| Á quân  | 4.  | 16 tháng 9 năm 2011 | Aguascalientes, Mexico  | Đất nện | Juan Sebastián Cabal | 6–4, 7–6(7–3)      |
| Á quân  | 54. | 6 tháng 8 năm 2012  | Aptos, Mỹ               | Cứng    | Steve Johnson        | 6–3, 6–3           |

## Thống kê sự nghiệp đơn
| VĐ | CK | BK | TK | V# | RR | Q# | A |  | Z# | PO | G | F-S | SF-B | NMS | NH |

| Grand Slam tournaments      |     |     |     |     |       |     |
| Australian Open             | A   | Q2  | Q1  | Q1  | 0 / 0 | 0–0 |
| French Open                 | A   | Q2  | Q2  | A   | 0 / 0 | 0–0 |
| Wimbledon                   | A   | Q2  | Q2  | A   | 0 / 0 | 0–0 |
| US Open                     | Q3  | 1R  | Q2  | A   | 0 / 1 | 0–1 |
| Win–Loss                    | 0–0 | 0–1 | 0–0 | 0–0 | 0 / 1 | 0–1 |
| ATP World Tour Masters 1000 |     |     |     |     |       |     |
| Miami Masters               | A   | Q2  | A   | A   | 0 / 0 | 0–0 |
| Win–Loss                    | 0–0 | 0–0 | 0–0 | 0–0 | 0 / 0 | 0–0 |
| ATP World Tour 500 series   |     |     |     |     |       |     |
| Barcelona                   | A   | A   | 3R  | A   | 0 / 1 | 2–1 |
| Washington                  | A   | A   | Q2  | A   | 0 / 0 | 0–0 |
| Win–Loss                    | 0–0 | 0–0 | 2–1 | 0–0 | 0 / 1 | 2–1 |
| ATP World Tour 250 series   |     |     |     |     |       |     |
| Brisbane                    | A   | Q1  | A   | A   | 0 / 0 | 0–0 |
| Viña del Mar                | A   | A   | Q2  | A   | 0 / 0 | 0–0 |
| San Jose                    | A   | 1R  | A   | A   | 0 / 1 | 0–1 |
| Delray Beach                | A   | 1R  | Q3  | A   | 0 / 1 | 0–1 |
| Munich                      | A   | 1R  | 2R  | A   | 0 / 1 | 1–2 |
| Stuttgart                   | A   | A   | Q3  | A   | 0 / 0 | 0–0 |
| Win–Loss                    | 0–0 | 0–3 | 1–1 | 0–0 | 0 / 4 | 1–4 |
| Career statistics           |     |     |     |     |       |     |
| Titles–Finals               | 0–0 | 0–0 | 0–0 | 0–0 | 0 / 0 | 0–0 |
| Year End Ranking            | 189 | 232 | 207 | NA  |       |     |

## Thống kê sự nghiệp đôi
Current till 2017 French Open.
| Tournament                  | 2010  | 2011  | 2012  | 2013     | 2014     | 2015     | 2016  | 2017  | 2018  | SR      | W-L     |
| --------------------------- | ----- | ----- | ----- | -------- | -------- | -------- | ----- | ----- | ----- | ------- | ------- |
| Grand Slam tournaments      |       |       |       |          |          |          |       |       |       |         |         |
| Australian Open             | A     | A     | 2R    | QF       | 1R       | 2R       | 3R    | 3R    | F     | 0 / 7   | 14–7    |
| French Open                 | A     | A     | 3R    | 3R       | 1R       | 1R       | 1R    | SF    |       | 0 / 6   | 8–6     |
| Wimbledon                   | A     | 3R    | 1R    | 3R       | A        | 2R       | 2R    | 2R    |       | 0 / 6   | 7–6     |
| US Open                     | A     | 2R    | 1R    | 1R       | 2R       | 2R       | 1R    | A     |       | 0 / 6   | 3–5     |
| Win–Loss                    | 0–0   | 3–2   | 3–4   | 7–4      | 1–3      | 3–4      | 3–4   | 7–3   | 5–1   | 0 / 25  | 32–25   |
| ATP World Tour Masters 1000 |       |       |       |          |          |          |       |       |       |         |         |
| Indian Wells Masters        | A     | A     | A     | A        | A        | 2R       | 1R    | A     |       | 0 / 2   | 1–2     |
| Miami Masters               | A     | A     | A     | A        | F        | 2R       | A     | 1R    |       | 0 / 3   | 5–3     |
| Monte-Carlo Masters         | A     | A     | A     | A        | 2R       | 1R       | SF    | A     |       | 0 / 3   | 4–3     |
| Madrid Masters              | A     | A     | A     | A        | SF       | A        | 1R    | 2R    |       | 0 / 3   | 4–3     |
| Rome Masters                | A     | A     | A     | A        | 1R       | QF       | 1R    | A     |       | 0 / 3   | 2–3     |
| Canada Masters              | A     | A     | A     | A        | A        | A        | A     | A     |       | 0 / 0   | 0–0     |
| Cincinnati Masters          | A     | A     | A     | A        | A        | 2R       | A     | A     |       | 0 / 1   | 1–1     |
| Shanghai Masters            | A     | A     | A     | A        | QF       | QF       | 2R    | 2R    |       | 0 / 4   | 6–4     |
| Paris Masters               | A     | A     | A     | A        | 2R       | 2R       | 1R    | 2R    |       | 0 / 4   | 3–4     |
| Win–Loss                    | 0–0   | 0–0   | 0–0   | 0–0      | 11–6     | 8–7      | 4–6   | 3–4   |       | 0 / 23  | 26–23   |
| National representation     |       |       |       |          |          |          |       |       |       |         |         |
| Summer Olympics             | NH    | NH    | A     | Not Held | Not Held | Not Held | 2R    | NH    | NH    | 0 / 1   | 1–1     |
| Davis Cup                   | PO    | Z1    | Z1    | PO       | PO       | PO       | Z1    | PO    |       | 0 / 0   | 9–5     |
| Win–Loss                    | 0–1   | 1–1   | 1–1   | 2–0      | 2–0      | 1–1      | 2–2   | 1–0   |       | 0 / 1   | 10–6    |
| Career statistics           |       |       |       |          |          |          |       |       |       |         |         |
| Titles / Finals             | 0 / 0 | 0 / 0 | 0 / 1 | 0 / 1    | 2 / 6    | 2 / 5    | 4 / 5 | 2 / 5 | 0 / 1 | 10 / 24 | 10 / 24 |
| Overall Win–Loss            | 0–1   | 4–3   | 16–14 | 21–17    | 35–20    | 37–24    | 33–21 | 27–10 | 5-1   | 173–110 | 173–110 |
| Year-end ranking            | 160   | 83    | 64    | 48       | 23       | 27       | 30    | 27    |       | 61%     | 61%     |

## Thống kê sự nghiệp đôi nam nữ
| Tournament             | 2011 | 2012 | 2013 | 2014 | 2015 | 2016 | 2017 | 2018 | SR    | W–L   |
| ---------------------- | ---- | ---- | ---- | ---- | ---- | ---- | ---- | ---- | ----- | ----- |
| Grand Slam tournaments |      |      |      |      |      |      |      |      |       |       |
| Australian Open        | A    | A    | A    | A    | 1R   | 2R   | 1R   | 1R   | 0 / 4 | 1–4   |
| French Open            | A    | A    | A    | 2R   | 2R   | 1R   | F    |      | 0 / 4 | 6–4   |
| Wimbledon              | A    | 1R   | 2R   | 1R   | A    | F    | A    |      | 0 / 4 | 5–4   |
| US Open                | A    | A    | A    | 2R   | 1R   | SF   | A    |      | 0 / 3 | 4-3   |
| Win–Loss               | 0–0  | 0–1  | 1–1  | 2–3  | 1–3  | 8–4  | 4-2  | 0-1  | 0 /15 | 16–15 |

* Tính đến 1 tháng 6 năm 2013.